# Un logis pour la nuit
Un logis pour la nuit (A Lodging for the Night) est une nouvelle écrite par Robert Louis Stevenson, publiée en 1877.

## Historique
Un logis pour la nuit, sous-titrée une aventure de François Villon, est une nouvelle écrite par Robert Louis Stevenson, publiée en octobre 1877 dans la revue Temple Bar puis dans le deuxième volume des Nouvelles mille et une nuits en juillet 1882.

En août 1877, Stevenson, débutant dans le journalisme, écrit un essai sur François Villon, étudiant, poète, cambrioleur publié par le Cornhill Magazine et commet « une petite histoire [sur le poète], de dix à douze pages ». “Le romancier pointe sous l'essayiste : ce sera A Lodging for the Night (Un gîte pour la nuit)”.

## Résumé
Une nuit de l'hiver 1456 à Paris. Le poète François Villon partage la chaleur d'une petite maison adossée au cimetière de Saint-Jean avec quelques membres de l'équipe de voleurs dont il fait lui-même partie. Deux des coquins s'adonnent à un jeu de hasard lorsque tout à coup l'un des deux joueurs poignarde mortellement l'autre. Tout le monde s'enfuit alors dans les rues de Paris. Villon erre seul dans les rues glaciales, hanté par l'idée de finir au gibet ou mourir de froid. Il finit par profiter de l'hospitalité d'un chevalier avec lequel une discussion animée s'engage dès lors que Villon se présente comme voleur.

## Éditions en anglais
- A Lodging for the Night, dans le Temple Bar d'octobre 1877.
- A Lodging for the Night, dans New Arabian Nights chez Chatto & Windus, 1882
- A Lodging for the Night, dans New Arabian Nights chez Scribner, 1895

## Traductions en français
- Un logis pour la nuit, traduit par Thérèse Bentzon, Hetzel, 1890.
- Un logement pour la nuit, traduit par Mme B. J. Lowe, Plon, 1890.
- Un gîte pour la nuit, traduit par Charles Ballarin chez Gallimard, coll. « Bibliothèque de la Pléiade », 2001.